# Khoni
Khoni è una suddivisione dell'India, classificata come census town, di 22.687 abitanti, situata nel distretto di Thane, nello stato federato del Maharashtra. In base al numero di abitanti la città rientra nella classe III (da 20.000 a 49.999 persone).

## Geografia fisica
La città è situata a 19° 18' 41 N e 73° 03' 16 E.

## Società

### Evoluzione demografica
Al censimento del 2001 la popolazione di Khoni assommava a 22.687 persone, delle quali 14.635 maschi e 8.052 femmine. I bambini di età inferiore o uguale ai sei anni assommavano a 3.066, dei quali 1.584 maschi e 1.482 femmine. Infine, coloro che erano in grado di saper almeno leggere e scrivere erano 15.163, dei quali 10.490 maschi e 4.673 femmine.